# 陈美彤
陈美彤（1986年8月28日—），北京人，毕业于中央音乐学院，中国大陆大提琴家。

## 生平
1986年，陈美彤出生在北京市西城区。
2009年，陈美彤为“放飞心声：邹文琴桃李演唱会”中龚琳娜的《走西口》和《忐忑》伴奏。
2011年7月8日，陈美彤参加木马剧场“狂恋大提琴”。
2012年9月23日，陈美彤参加木马剧场专场“情若满弦”音乐会。
2013年，陈美彤为湖南卫视《我是歌手》中辛晓琪《至少还有你》、林志炫《Opera》和《你的眼神》、彭佳慧《残酷的温柔》伴奏。